# تانغو ويذ مي (فلم)
تانغو ويذ مي (بالإنجليزية: Tango with Me)، هُو فيلم رومانسية ودراما نيجيري صدر سنة 2010 وأخرجه محمود علي بالوغون. الفيلم من بطولة كُل من جنيفيف نناجي وجوزيف بنجامين ودجوك سيلفا. رُشح الفيلم للتنافس على نيل 5 جوائز خلال 7th Africa Movie Academy Awards.

## وصلات خارجية
- الموقع الرسمي
- تانغو ويذ مي  في قاعدة بيانات الأفلام على الإنترنت (بالإنجليزية)